# Basra (Gouvernement)
Basra (arabisch البصرة, DMG al-Baṣra) ist ein irakisches Gouvernement, das im Süden des Landes liegt. Die Hauptstadt ist Basra, die die wichtigste schiitische Stadt im Südirak ist. Das Gouvernement grenzt im Süden an Kuwait und im Norden an Iran, wo der Schatt al-Arab die Grenze bildet. Die Fläche der Verwaltungseinheit beträgt 19.070 km² und die Bevölkerung betrug im Jahr 2000 etwa 1,5 Millionen und dürfte jetzt weit über 2 Millionen liegen. 
Während der osmanischen Herrschaft schloss das Gouvernement noch Kuwait mit ein. Nach dem Ersten Weltkrieg wurde das Vilâyet Basra unter den Briten mit den zwei anderen osmanischen Provinzen Vilâyet Bagdad und Vilâyet Mossul zum Britischen Mandat Mesopotamien zusammengelegt. Kurz vorher wurde Kuwait als eigenständiges britisches Protektorat abgetrennt. Die schiitische Bevölkerung litt lange und hart unter Saddams Herrschaft. 1991 wagten sie einen Aufstand, nachdem die USA ihnen Hilfe versprachen und „büßten“ diesen Aufstand mit Tausenden Toten. 2003 begann hier die Invasion der Briten und Amerikaner und damit der dritte Golfkrieg. Nach dem Vorbild der Autonomen Region Kurdistan im Nordirak will sich Basra mit den anderen Gouvernements Dhi Qar und Maisan zu einer autonomen Region zusammenschließen.
Am 15. Oktober 2005 stimmten von 691.024 Wählern 96,02 % für die neue Verfassung. 

## Unterteilung
Das Gouvernement besteht aus den folgenden 7 Bezirken:
- Abu l-Chasib
- al-Basra
- al-Faw
- al-Mudaina
- al-Qurna
- Schatt al-Arab
- az-Zubair